# René Barthère
Pas d'image ? Cliquez ici

a Compétitions nationales et continentales officielles uniquement.

René Barthère, né le 26 mai 1914 à Toulouse (Haute-Garonne) et mort le 28 novembre 1979 dans la même ville, est un joueur français de rugby à XV et de rugby à XIII évoluant au poste de troisième ligne à XIII dans les années 1930.
René Barthère pratique le rugby à XV au sein du club du Toulouse olympique employés club (T.O.E.C.). Il joue ensuite durant deux saisons pour le S.C. Angoulême avant de revenir au T.O.E.C.. En novembre 1938, il décide de changer de code de rugby et de jouer au rugby à XIII en signant au Toulouse olympique XIII. Quelques mois plus tard, il dispute la finale de la Coupe de France 1939 perdue contre le XIII catalan 7 à 3 aux côtés de Sylvain Bès, Jean Londaitsbéhère et Alexandre Salat.
La Seconde Guerre mondiale met un terme à sa carrière sportive, R. Barthère est réquisitionné par l'armée, affecté aux chars d'assauts, quand dans le même temps le rugby à XIII subit une interdiction par le Régime de Vichy.

## Palmarès

### Rugby à XIII
- Collectif :
  - Finaliste de la Coupe de France : 1939 (Toulouse olympique XIII).

#### Détails en club
| Saison                                                                         | Saison                  | Championnat           | Championnat | Coupe           | Coupe     | Sélection | Sélection | Sélection | Sélection | Sélection | Sélection |
| Saison                                                                         | Saison                  | Comp.                 | Class.      | Comp.           | Class.    | Comp.     | M         | Pts       | Ess.      | Buts      | Dp.       |
| ------------------------------------------------------------------------------ | ----------------------- | --------------------- | ----------- | --------------- | --------- | --------- | --------- | --------- | --------- | --------- | --------- |
| 1938-1939                                                                      | Toulouse olympique XIII | Championnat de France | 6e          | Coupe de France | Finaliste |           |           |           |           |           |           |
| La Seconde Guerre mondiale débute puis le rugby à XIII est interdit en France. |                         |                       |             |                 |           |           |           |           |           |           |           |